# Trouble Maker (álbum)
Trouble Maker es el noveno álbum de estudio del grupo musical de punk rock estadounidense Rancid. Fue publicado el 9 de junio de 2017 por Hellcat Records y Epitaph Records.
Como muchos de los álbumes de Rancid, Trouble Maker fue producido por el fundador de Epitaph y guitarrista de Bad Religion, Brett Gurewitz, y marca el primer álbum de la banda desde su álbum homónimo debut de 1993 que presenta el logotipo original de Rancid en la portada. La banda grabó el álbum entre diciembre de 2015 y enero de 2017 en Big Bad Sound, Sunset Sound y Red Star.

## Antecedentes y composición
Originalmente, Rancid tenía la intención de grabar material para un futuro EP en diciembre de 2015.
Las pistas escritas únicamente por Tim Armstrong estaban destinadas al segundo álbum en solitario de Tim, que fue grabado con Matt Freeman en el bajo y Joey Castillo en la batería. Al escuchar las pistas, Brett Gurewitz sugirió que Rancid volviera al estudio y las usara para un nuevo álbum de Rancid.

## Recepción
Trouble Maker recibió críticas mixtas tras su lanzamiento. El escritor de AllMusic, Tim Sendra, calificó el álbum con 2,5 estrellas de un total de 5, y lo llamó «exactamente como un fanático de Rancid esperaría que sonara un álbum de Rancid, que es tanto una bendición como una maldición». Continuó: «Lo primero porque, si el clásico Rancid es lo que necesitas para satisfacer tus anhelos de punk rock, como siempre, brindan los cánticos de alcantarilla necesarios, la actitud puntiaguda y los micrófonos cubiertos de saliva. El segundo porque, en este punto, el sonido de Rancid no lo consigue. No puedo evitar sentirme un poco demasiado seguro y desinfectado, especialmente dada la brillante producción de Brett Gurewitz en el álbum. Puede que sea un poco tarde en el juego esperar que la banda haga algo más que darles a los fanáticos exactamente lo que quieren, o lo que la banda cree que quieren, pero no es mucho pedir canciones que tengan un poco menos de brillo de estudio y un poco más de fuego y determinación».

## Lista de canciones
| CD / Descarga digital |                                                       |           |                        |          |  |
| N.º                   | Título                                                | Letras    | Voz principal          | Duración |  |
| 1.                    | «Track Fast»                                          | Rancid    | Armstrong, Freeman     | 0:58     |  |
| 2.                    | «Ghost of a Chance»                                   | Armstrong | Armstrong              | 1:36     |  |
| 3.                    | «Telegraph Avenue»                                    | Armstrong | Armstrong              | 3:19     |  |
| 4.                    | «An Intimate Close Up of a Street Punk Trouble Maker» | Armstrong | Armstrong              | 2:34     |  |
| 5.                    | «Where I'm Going»                                     | Rancid    | Frederiksen, Armstrong | 2:23     |  |
| 6.                    | «Buddy»                                               | Armstrong | Armstrong              | 3:03     |  |
| 7.                    | «Farewell Lola Blue»                                  | Armstrong | Armstrong, Frederiksen | 2:26     |  |
| 8.                    | «All American Neighborhood»                           | Rancid    | Armstrong              | 1:13     |  |
| 9.                    | «Bovver Rock and Roll»                                | Rancid    | Armstrong, Frederiksen | 3:02     |  |
| 10.                   | «Make It Out Alive»                                   | Rancid    | Armstrong, Frederiksen | 1:50     |  |
| 11.                   | «Molly Make Up Your Mind»                             | Armstrong | Armstrong              | 1:12     |  |
| 12.                   | «I Got Them Blues Again»                              | Armstrong | Armstrong              | 1:48     |  |
| 13.                   | «Beauty of the Pool Hall»                             | Armstrong | Armstrong              | 2:15     |  |
| 14.                   | «Say Goodbye to Our Heroes»                           | Rancid    | Armstrong              | 2:10     |  |
| 15.                   | «I Kept a Promise»                                    | Armstrong | Armstrong              | 2:58     |  |
| 16.                   | «Cold Cold Blood»                                     | Rancid    | Armstrong              | 1:42     |  |
| 17.                   | «This Is Not the End»                                 | Armstrong | Armstrong              | 1:57     |  |
| 36:26                 |                                                       |           |                        |          |  |

| Bonus track - Edición Deluxe |                            |           |               |          |  |
| N.º                          | Título                     | Letras    | Voz principal | Duración |  |
| 18.                          | «We Arrived Right on Time» | Rancid    | Armstrong     | 2:20     |  |
| 19.                          | «Go on Rise Up»            | Armstrong | Armstrong     | 2:23     |  |
| 41:09                        |                            |           |               |          |  |

| Edición japonesa |                            |           |               |          |  |
| N.º              | Título                     | Letras    | Voz principal | Duración |  |
| 18.              | «We Arrived Right on Time» | Rancid    | Armstrong     | 2:20     |  |
| 19.              | «Go on Rise Up»            | Armstrong | Armstrong     | 2:23     |  |
| 20.              | «Never Forget Us»          |           | Armstrong     | 2:43     |  |

## Personal
Rancid
- Tim Armstrong – vocales, guitarra
- Lars Frederiksen – vocales, guitarra, coros
- Matt Freeman – bajo, coros
- Branden Steineckert – batería

Músicos de estudio
- Kevin Bivona - teclados
- The Interrupters - coros